# Paolo Magretti
Paolo Magretti (Milano, 15 dicembre 1854 – Paderno Dugnano, 30 agosto 1913) è stato un naturalista, entomologo, esploratore e ciclista su strada italiano, famoso per i suoi studi sugli insetti imenotteri, e passato alla storia per essere stato, nel 1876, il primo vincitore della Milano-Torino, la classica ciclistica più antica del mondo.

## Biografia
Figlio di Giuseppe Magretti e Massimina Violini nacque e visse a Milano, cambiando più volte residenza. Frequentò il Regio Liceo Ginnasio Giuseppe Parini di Milano, dove si diplomò nell'estate del 1875. Nonostante discendesse da una famiglia di ingegneri, nel 1876, all'età di 21 anni, si iscrisse alla Facoltà di Scienze naturali dell'Università degli Studi di Pavia, seguendo i corsi di zoologia di Leopoldo Maggi e Pietro Pavesi. Su suggerimento di quest'ultimo, Magretti si dedicò allo studio degli imenotteri. Nello stesso anno entrò a far parte della prestigiosa Società Italiana di Scienze Naturali dietro presentazione dell'abate Antonio Stoppani.

## Esplorazione della Sardegna
Nel dicembre del 1877, Magretti, ancora studente, realizzò il suo primo viaggio esplorativo della Sardegna, una terra ancora poco conosciuta a quel tempo. L'impresa, che doveva avere solo finalità venatorie, si rivelò un'ottima occasione per il giovane naturalista per raccogliere campioni di acqua dolce e marina da studiare, al ritorno, nei laboratori universitari di Leopoldo Maggi. Anche le prime raccolte di reperti zoologici furono interessanti per Magretti, benché ancora esili, secondo le sue aspettative. Ci vorrà dunque un secondo viaggio (novembre 1878) per raggiungere un numero soddisfacente di esemplari.

## Esplorazioni in Africa
Tra il 1883 ed il 1900, Magretti compì diversi viaggi in terra d'Africa; dapprima nel Sudan Orientale (1883). poi in Tunisia (1899), infine in Eritrea (1900). Tutti i suoi viaggi erano finalizzati alla raccolta di materiale zoologico (non solo entomologico) per studio e catalogazione. Queste raccolte frutteranno una notevole mole di materiale e molte specie di nuova determinazione.
I viaggi in Africa furono per Magretti anche opportunità di vedere realtà non ancora conosciute dagli italiani, e di crearsi delle posizioni ideologiche contrarie al colonialismo e all'eurocentrismo.

## Studi entomologici
I suoi studi lo resero in poco tempo noto alle istituzioni scientifiche di tutta Italia e i Musei di Storia Naturale di Genova, Milano e Firenze gli affidarono incarichi per la determinazione e la classificazione delle collezioni entomologiche raccolte da altri naturalisti in esplorazioni antecedenti e fino ad allora mai studiate. In particolare, il Museo di Genova gli offrì di studiare raccolte di grande importanza, come quelle realizzate da Vittorio Bottego in Somalia ed Etiopia, da Leonardo Fea in Birmania e da Luigi Robecchi Bricchetti in Africa.
Nonostante la sua predilezione per lo studio entomologico, Magretti non intraprese mai la carriera accademica, ma si occupò strenuamente delle attività economiche di famiglia; accostò infatti, a quello naturalistico, lo studio della bachicoltura e dell'entomologia agraria. In particolare osservò l'utilità di alcuni insetti predatori di altri insetti che risultavano nocivi alle colture. La famiglia Magretti infatti possedeva molti terreni situati a Cassina Amata di Paderno Dugnano, Comune in cui si stabilì definitivamente verso la fine dell'800, ma anche a Canonica d'Adda, dove i Magretti possedevano una residenza di villeggiatura.
Paolo Magretti fu membro a più titoli della Società Italiana di Scienze Naturali (SISN), della Società Entomologica Italiana (SEI) e partecipante attivo di molte altre società scientifiche e geografiche del tempo.
Divenne ufficialmente cittadino di Paderno Dugnano solo nel 1909, pochi anni prima della sua morte. Come fu desiderio dello scienziato, la famiglia Magretti donò tutte le collezioni entomologiche al Museo di Storia Naturale di Genova che ancora le custodisce gelosamente.

## Carriera ciclistica
Prima di intraprendere la carriera accademica, Paolo Magretti disputò alcune corse ciclistiche. Con l'avvento del Velocipede moderno, nacquero le prime corse aperte a tutti; Magretti, Il 2 gennaio 1876 vinse la Milano-Lecco. Il successivo 9 aprile corse la Milano-Vercelli di 72 km. Nonostante la partenza ad handicap di 15 minuti (era il più forte avendo vinto in gennaio) arrivò secondo, dietro Luigi Greco (4h09'00"), impiegando 4h04'00", realizzando quindi il miglior tempo effettivo. Terzo fu, Attilio Bauer, con 4h24'00".

Il 25 maggio prese parte insieme ad altri sette concorrenti alla prima edizione della Milano-Torino, organizzata dal Veloce-Club di Milano. I ciclisti partirono con i propri velocipedi alle 4 del mattino e percorsero la strada Padana Superiore. Magretti giunse per primo sul traguardo di Corso Giulio Cesare a Torino nel pomeriggio (era un giovedì), festeggiato da una folla di oltre diecimila persone. Percorse i 150 km del tracciato in 10h09'00", alla media di 14,7 km/h; solo quattro degli otto partenti giunsero al traguardo.

## Palmarès
- 1876 (individuale, due vittorie)

Milano-Lecco
Milano-Torino